# 村上信二
村上 信二（むらかみ しんじ、1956年1月27日 - ）は、岡山県出身の元ボートレーサー。

## 来歴
1978年5月にデビューし、42期の同期には、荘林幸輝、平野勇志、吉田稔、久間繁、刀根辰治らがいて逸材揃いで「花の42期」と言われた。
デビュー14年目の36歳の時にGI初出場を果たし、39歳であった1994年9月の常滑開設41周年記念「全国争覇特別競走」では6、6着発進からGI初優出初優勝で話題を呼んだ。
40歳手前あたりからA1級の常連になり、常滑周年で権利を得た1995年の総理大臣杯がSG初出場。SGにはこの後1998年、2000年の総理大臣杯で合計3回出場したほか、1997年には5場所連続を含む8回の優勝を飾るなど128勝をマークして年間最多勝利のタイトルも獲得し、日刊スポーツ競艇年間三賞では敢闘賞を受賞。
1998年の総理杯では3月17日の2日目6Rで前付けからインに潜り込んで鋭発し、仕掛けてきた濱村芳宏を蹴散らしてシリーズ初白星を挙げ、28010円の大万舟となった。
2010年4月6日には芦屋一般戦「日本トーター杯争奪戦」で1号艇1コースから江口晃生・原田富士男を抑えての逃げ切りで最後の優勝を飾り、2013年5月16日の徳山一般戦「サンケイスポーツ杯争奪戦」で川崎智幸・上平真二と共に優出（2号艇3コース進入で5着）したのが最後の優出となった。
2014年9月3日には浜名湖一般戦「地区対抗第3戦東海VS中四国 かんざんじ温泉観光協会会長杯」最終日2Rで1コースから逃げを決め、デビューから8244走目で通算2000勝を達成。
2015年2月6日の徳山一般戦「モーニングレース4周年記念 超・本命バトル」最終日8R一般で2号艇2コースから差しを決めて最後の勝利を飾り、同27日の宮島一般戦「PALBOAT宮島オープン記念競走」最終日2R一般（2号艇2コース進入で4着）が最後の出走となった。同年引退。

## 主な優勝
- 1994年 - 常滑開設41周年記念「全国争覇特別競走」